# Environnement en Bulgarie
L'environnement en Bulgarie est l'environnement (ensemble des éléments - biotiques ou abiotiques - qui entourent un individu ou une espèce et dont certains contribuent directement à subvenir à ses besoins) du pays Bulgarie.

### Milieux, faune et flore

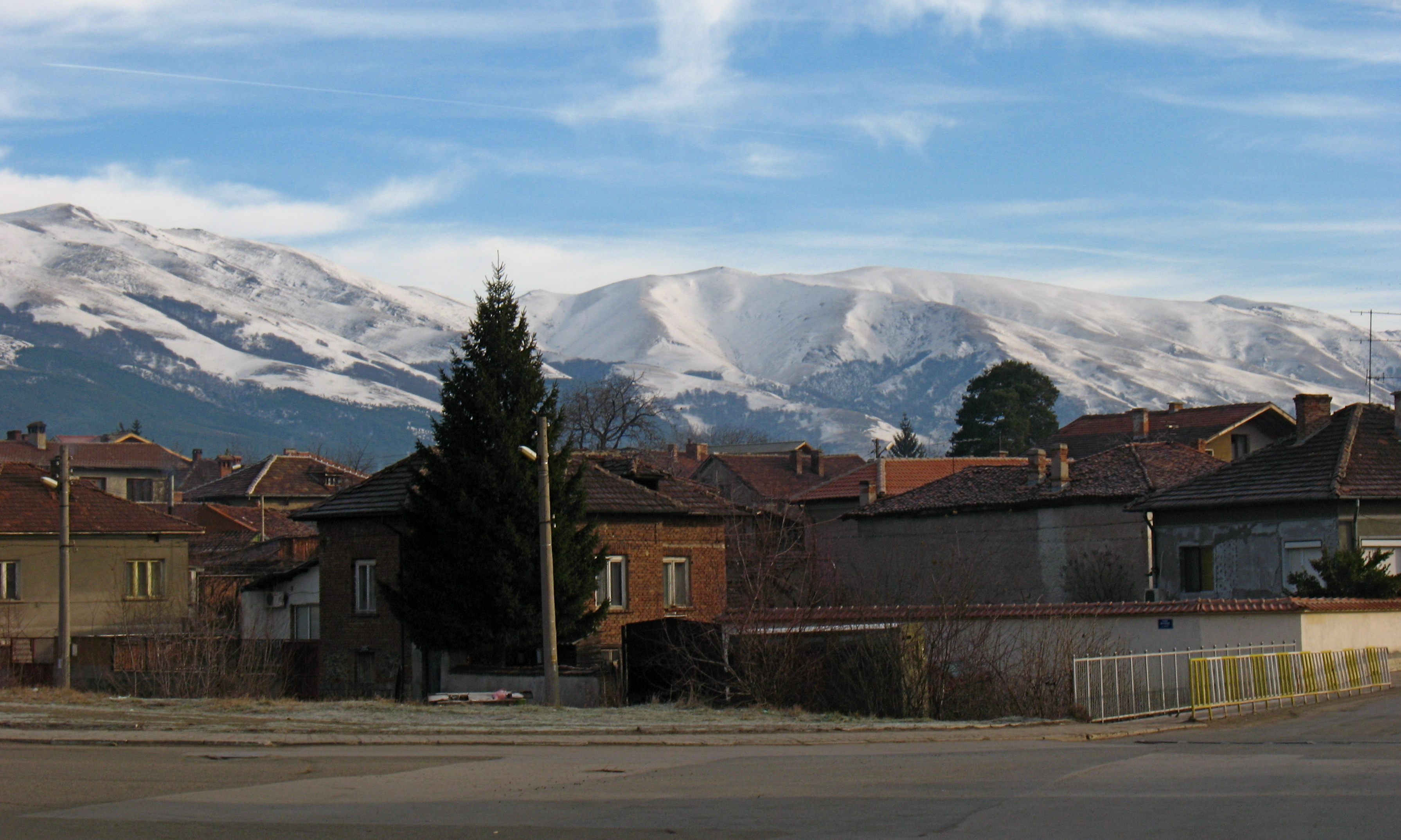
Vue du Grand Balkan, depuis la ville de Pirdop.

## La biodiversité en Bulgarie

### Zones protégées
- Parcs Naturels : National park Pirin, National park Rila, National park Tsentralen Balkan, Nature park Belasitza, Nature park Balgarka, Nature park Vitosha, Nature park Vrachanski balkan, Nature park Zlatni pjasatsi, Nature park Persina, Nature park Rilski manastir, Nature park Russenski lom, Nature park Sinite kamani, Nature park Stranja, Nature park Shumensko plato  (Association des Parcs naturels en Bulgarie)

## Impacts sur les milieux naturels

### Transports
La présence d'une autoroute dans la gorge de Krésna fait peser une menace significative pour la biodiversité locale. Les populations de chauves-souris, serpents, vertébrés et de tortues ont baissé de plus de 60 % entre 2003 en 2019,.

### Pollutions
La Bulgarie est condamnée par la cour de justice européenne en 2017 pour « non-respect systématique et persistant, depuis l’année 2007 jusqu’à l’année 2013 incluse au moins des valeurs limites journalières et annuelles applicables aux concentrations de particules en suspension ». Les villes bulgares sont parmi les plus polluées d'Europe.

#### Les émissions de gaz à effet de serre (GES)
En 2012, les émissions de gaz à effet de serre (GES) étaient de ... MTCO2, soit ... % des émissions mondiales.

## L'exposition aux risques
La Bulgarie est exposée à de multiples aléas naturels : séismes, tempêtes, incendies, glissements de terrain, sécheresses et canicules...

## Politique environnementale en Bulgarie

### Traités internationaux
La Bulgarie a signé le protocole de Kyoto.
Dans le cadre de la COP 21, la Bulgarie s'est engagé à réduire ses émissions de gaz à effet de serre de 40 % d'ici à 2030 par rapport au niveau de 1990, conformément à l'engagement de l'Union européenne.

### Évaluation environnementale globale
En 2015, l'organisation Global Footprint Network (GFN) indique que la Bulgarie est un des 57 pays sur 181 préservant ses ressources, avec une biocapacité s'élèvant à environ 2,61 hag (hectare global par habitant) supérieure à l'empreinte écologique à 2,5 hag.
Le jour du dépassement (date de l’année, calculée par l'ONG américaine Global Footprint Network, à partir de laquelle l’humanité est supposée avoir consommé l’ensemble des ressources que la planète est capable de régénérer en un an) du pays est le 22 juin.